# Parabopyrella angulosa
Parabopyrella angulosa är en kräftdjursart som först beskrevs av M. Bourdon1980.  Parabopyrella angulosa ingår i släktet Parabopyrella och familjen Bopyridae. Inga underarter finns listade i Catalogue of Life.